# 아이오니움속
아이오니움속(tree houseleek)은 돌나물과의 다육질 아열대식물의 35종을 거느리는 속이며 대부분 원예시장에서 인기있다. 속명은 고대 그리스어의 "aionos" (늙지 않는)에서 유래하였다. 대부분 카나리아 제도에 자생하지만 몇몇은 마데이라, 모로코, 에티오피아의 시미엔 산맥 등의 동아프리카에 분포한다.

## 설명
다육질 잎들은 대개 줄기에서 빽빽한 로제트 형태로 자라난다. 근연속들과 아이오니움속의 차이점은 꽃잎이 6개나 12개로 나뉜다는 것이다. 각각의 로제트는 가운데에서 단 한 번 꽃차례를 피워낸 다음 머지 않아 죽는데, 대개 죽기 전에 가지를 뻗어 영양생식을 하여 자손을 남긴다.
낮게 자라는 아이오니움속의 종들은 A. tabuliforme, A. smithii 등이, 큰 종들은 A. arboreum, A. valverdense, A. holochrysum 등이 있다. 연화장속은 Sempervivum, Aichryson, Monanthes 속과 근연성이 있으며, 꽃과 꽃차례가 비슷하게 생긴 것을 볼 수 있다. 최근에는 Greenovia 속이 아이오니움속으로 합쳐졌다.
수많은 교잡이 이루어져왔으며, 그 결과 혈통이 섞였거나 불분명한 몇 개의 재배품종이 탄생하였다. 아래와 같은 재배품종은 영국 왕립원예학회의 Award of Garden Merit를 수상했다:
- ’Blushing Beauty’[2]
- ’Sunburst’[2]
- ’Zwartkop’[3]

## 분포
아이오니움속의 종은 대부분 카나리아 제도에 분포하지만,:160–173 몇몇은 마데이라, 모로코, 동아프리카 (에티오피아, 소말리아, 우간다, 탄자니아, 케냐), 예멘에 분포한다.
몇몇 종들은 캘리포니아에 도입되었다.

## 하위 종
| - Aeonium aizoon - Aeonium appendiculatum - Aeonium arboreum - Aeonium aureum - Aeonium balsamiferum - Aeonium canariense - Aeonium castello-paivae - Aeonium ciliatum - Aeonium cuneatum - Aeonium davidbramwellii - Aeonium decorum - Aeonium glandulosum - Aeonium glutinosum - Aeonium gomerense - Aeonium gorgoneum | - Aeonium goochiae - Aeonium haworthii - Aeonium hierrense - Aeonium leucoblepharum - Aeonium lindleyi - Aeonium nobile - Aeonium sedifolium - Aeonium simsii - Aeonium smithii - Aeonium spathulatum - Aeonium tabuliforme - Aeonium undulatum – saucer plant - Aeonium urbicum - Aeonium valverdense |

## 이미지

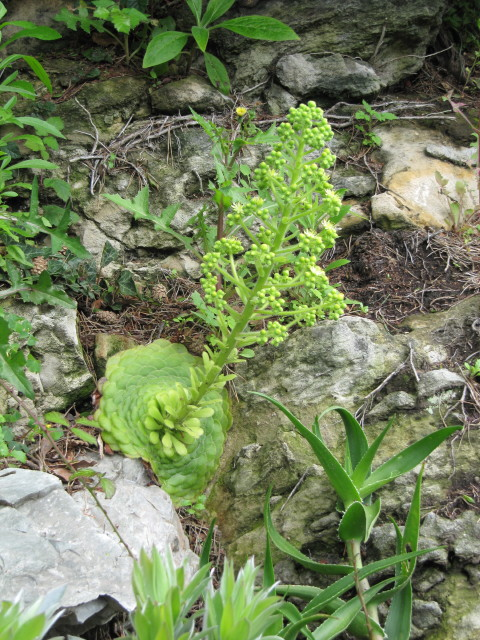
꽃차례가 난 Aeonium tabuliforme
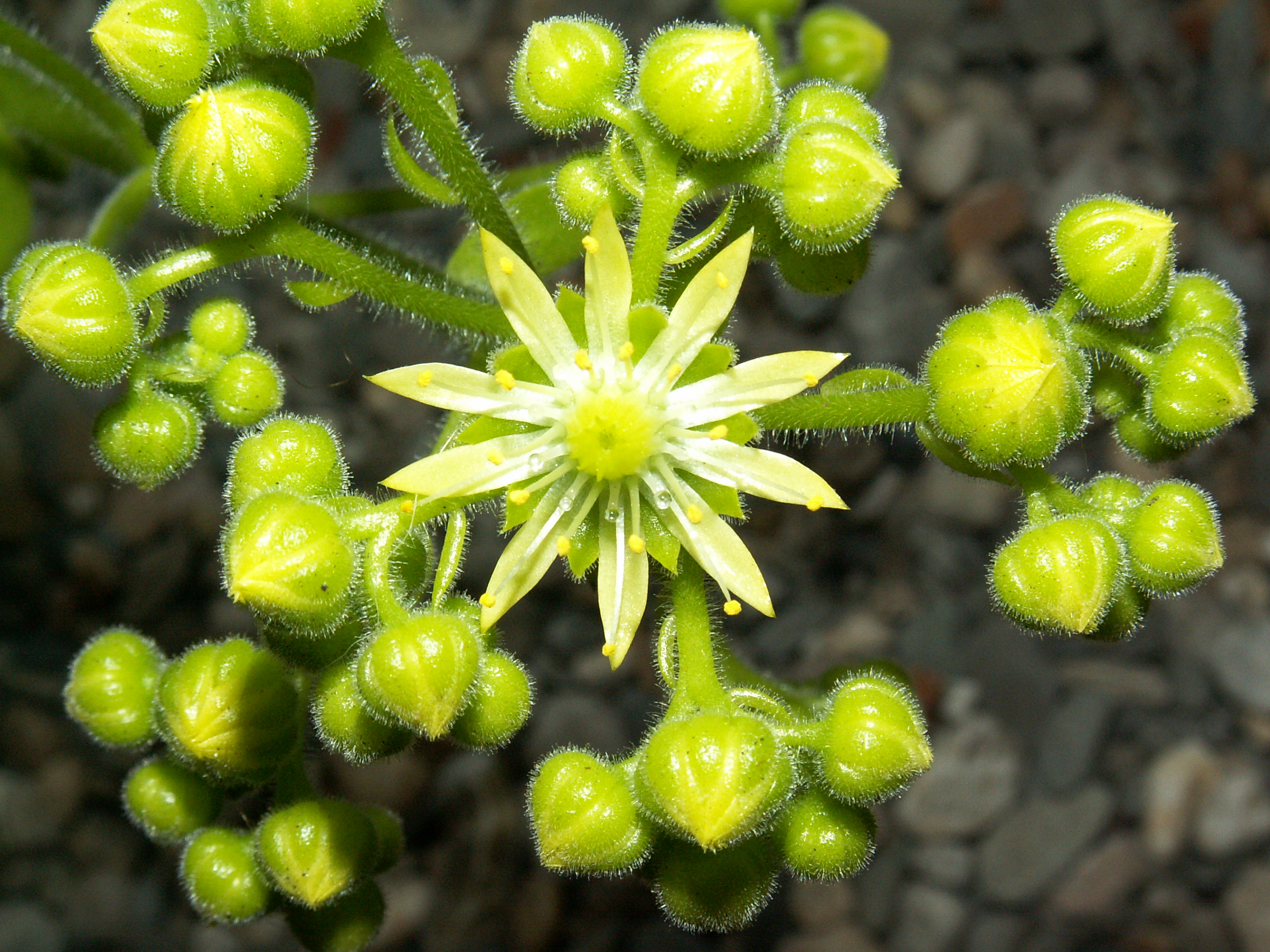
Aeonium tabuliforme 의 꽃
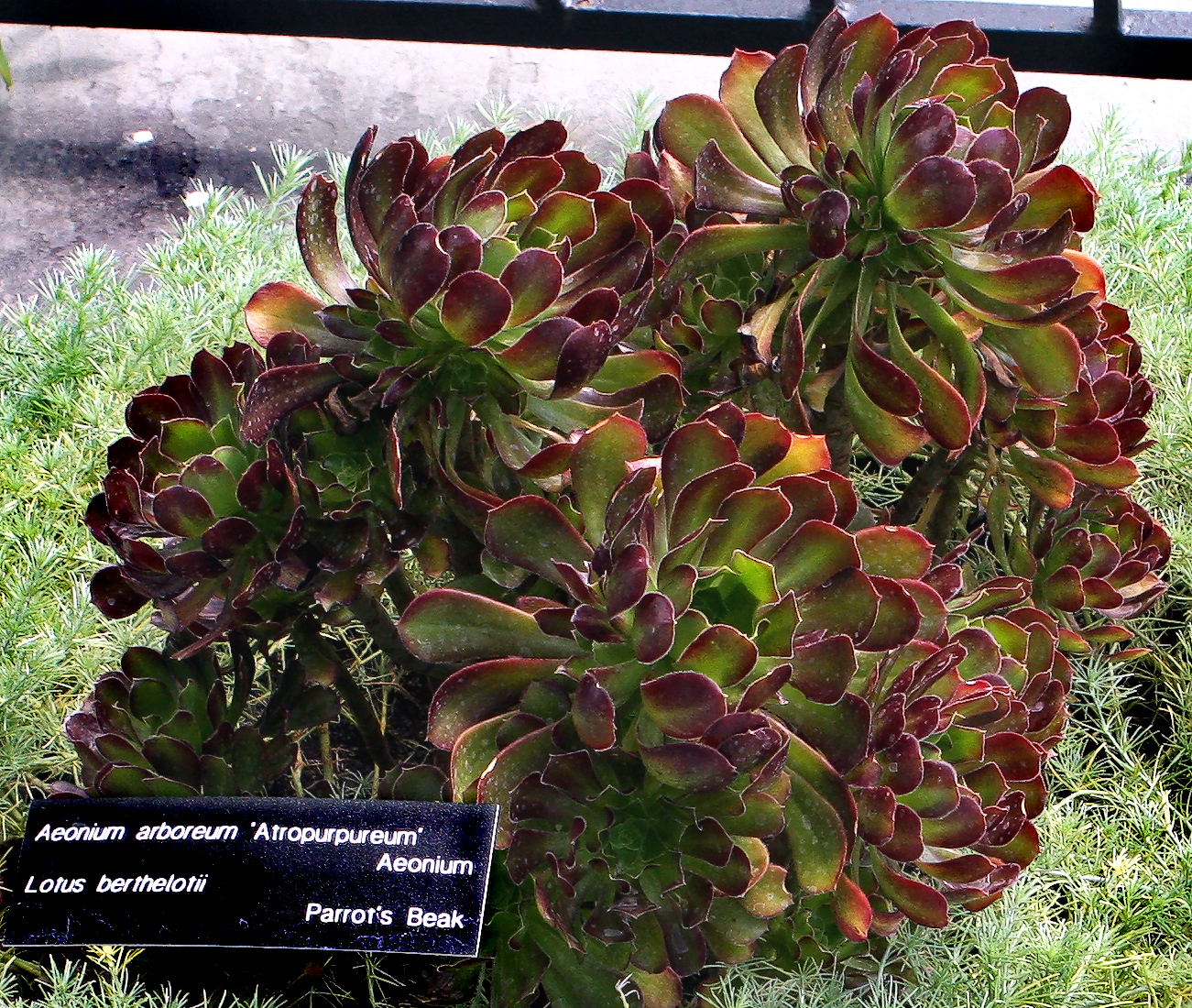
Aeonium arboreum 'Atropurpureum'
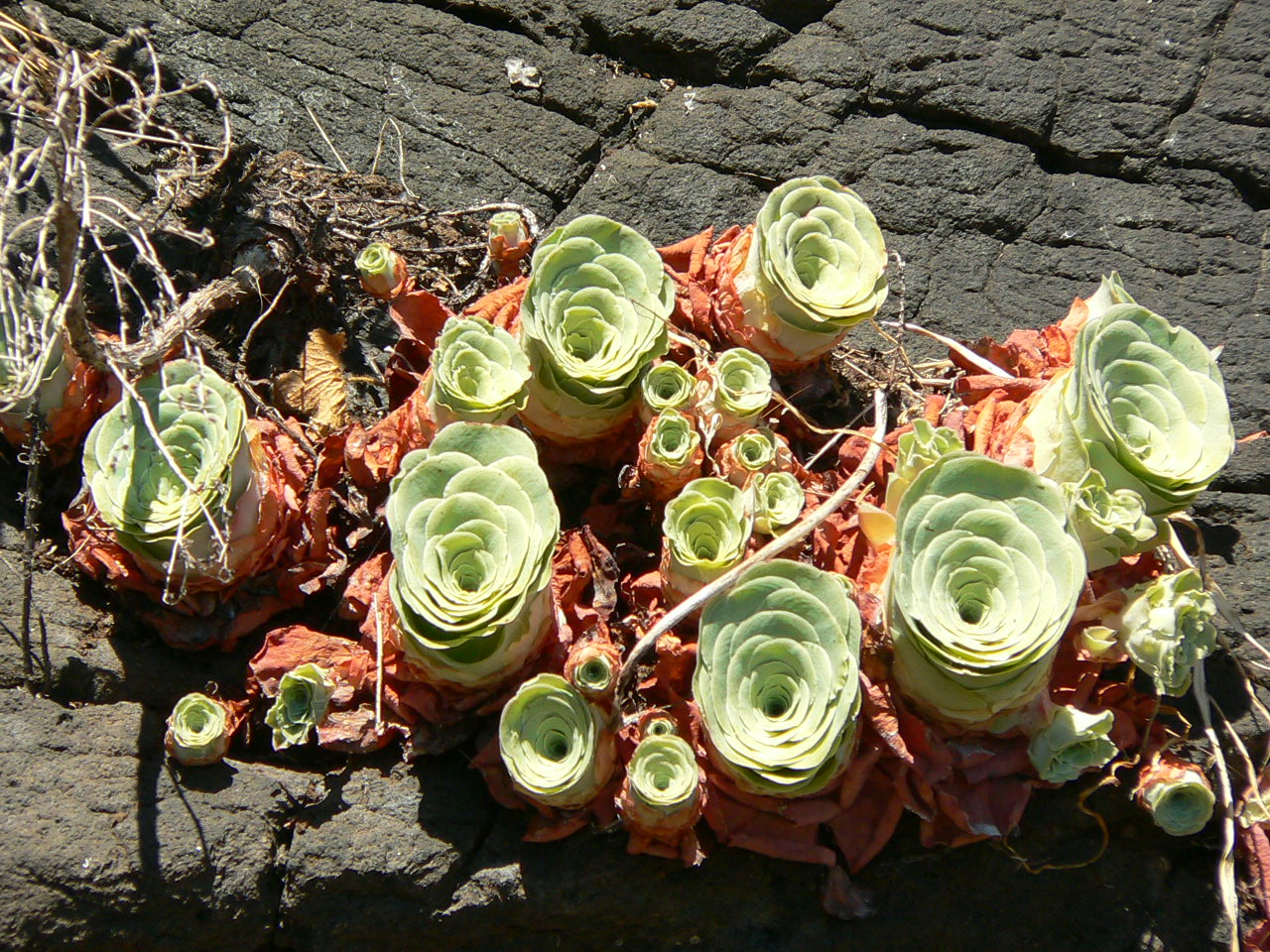
Aeonium aureum
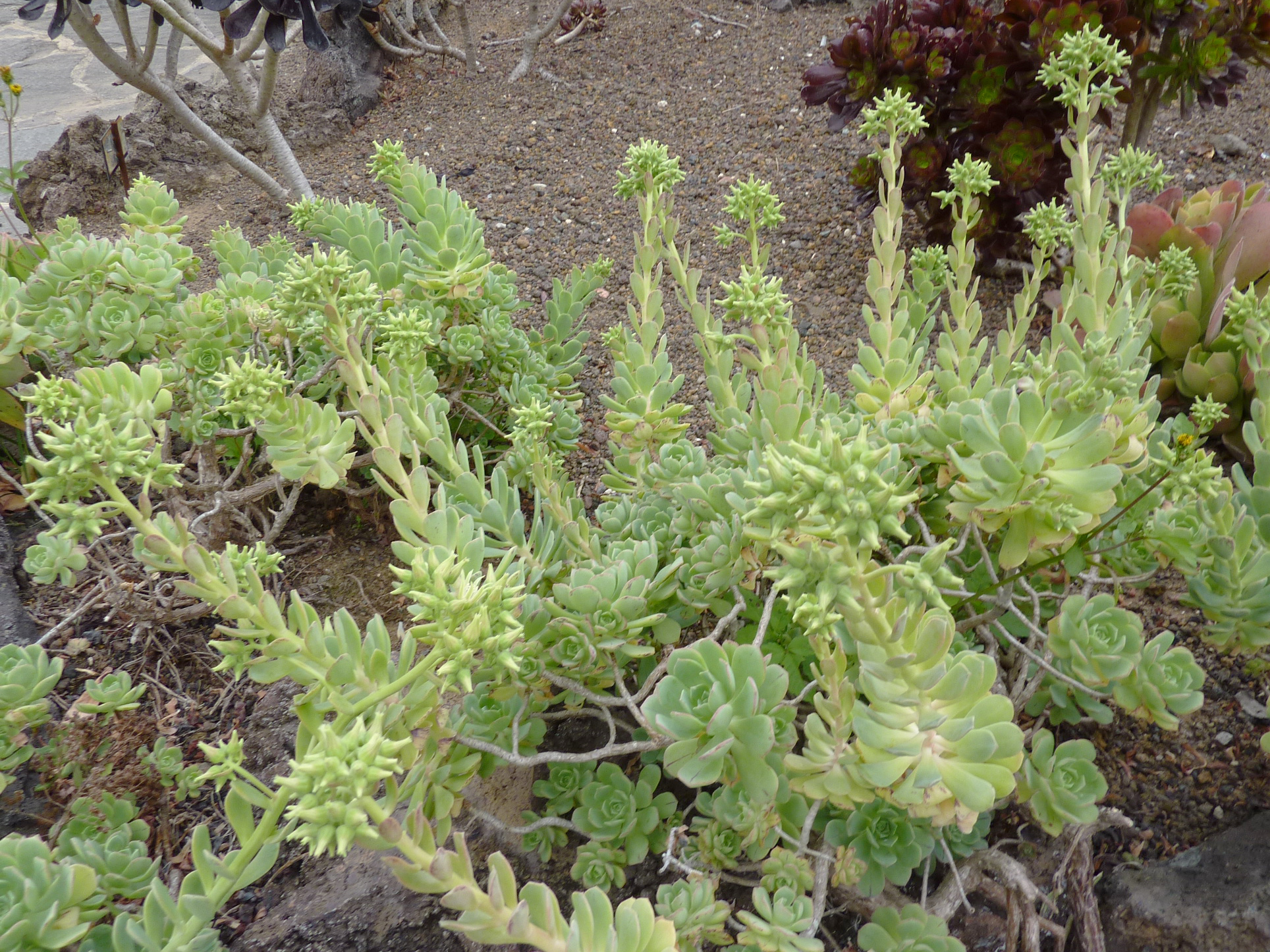
Aeonium castello-paivae
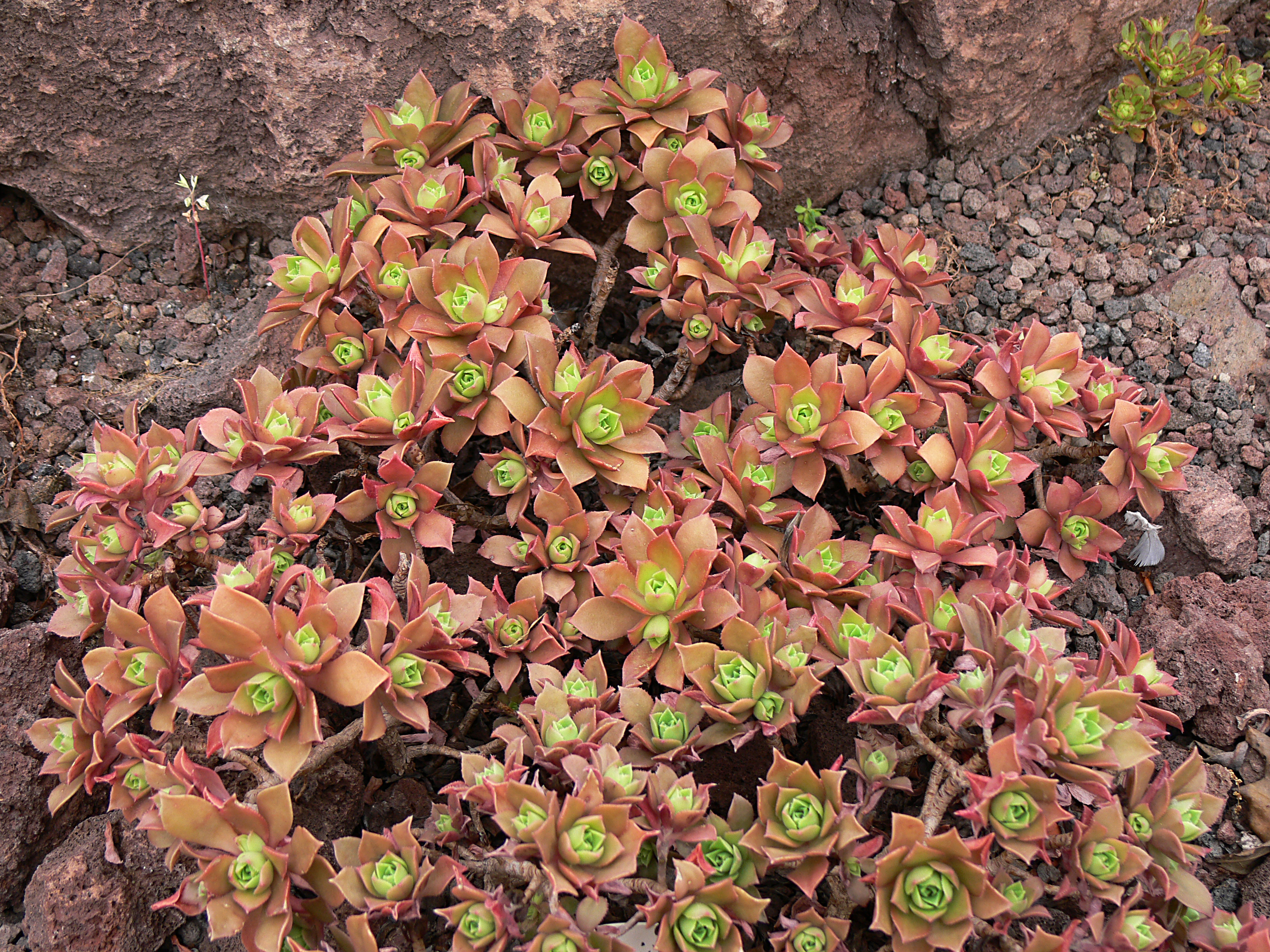
Aeonium decorum
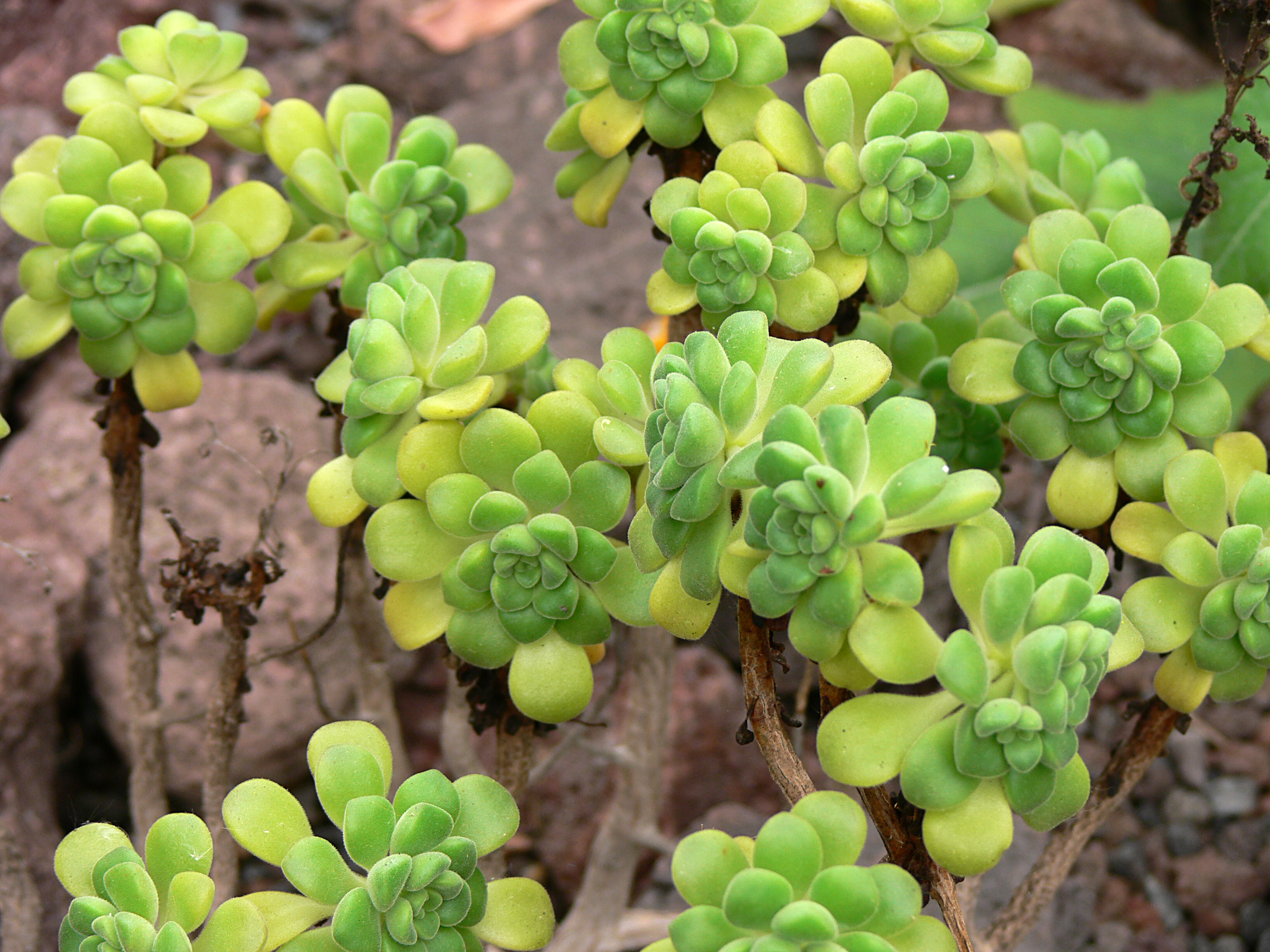
Aeonium lindleyi
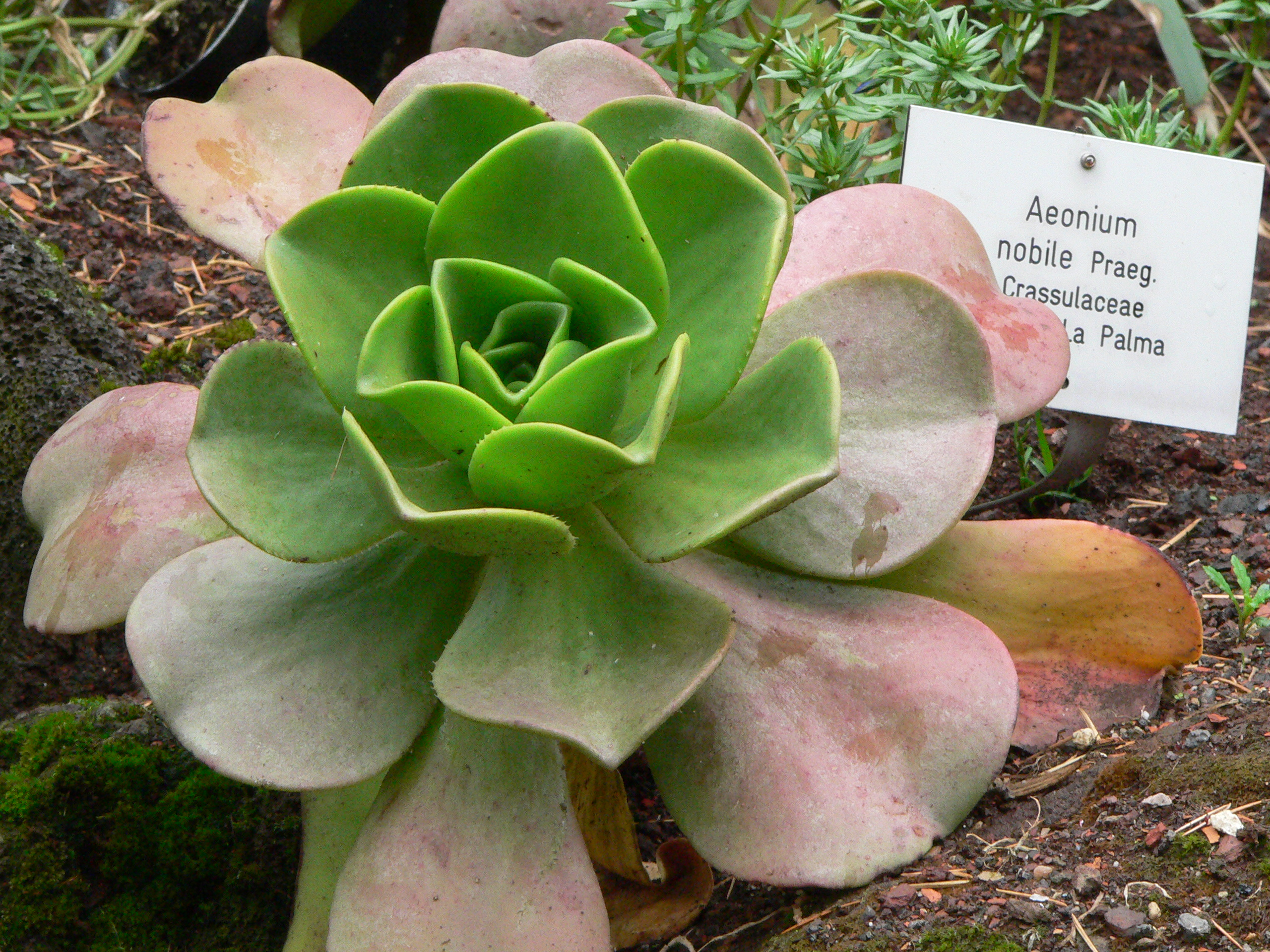
Aeonium nobile
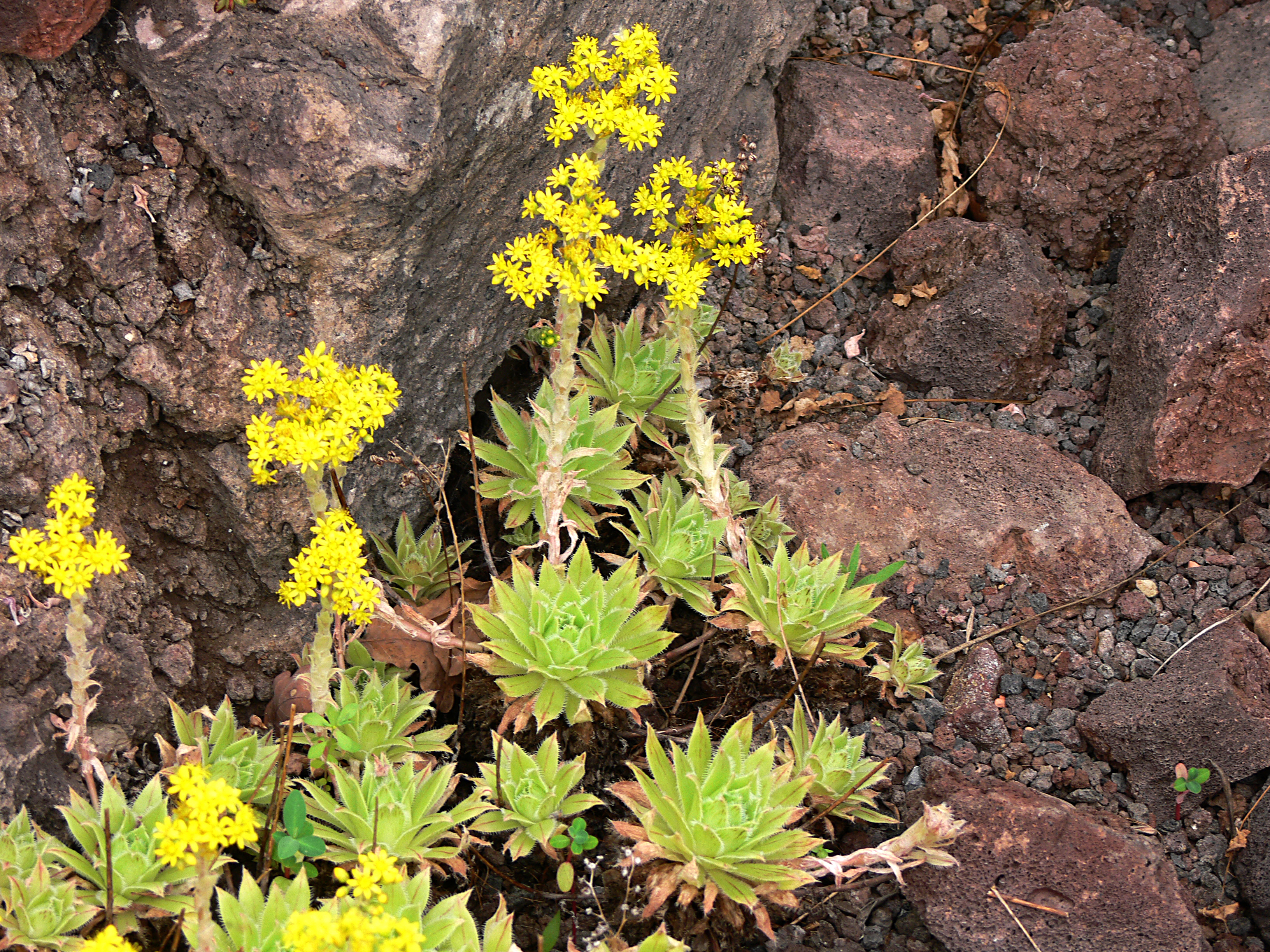
Aeonium simsii
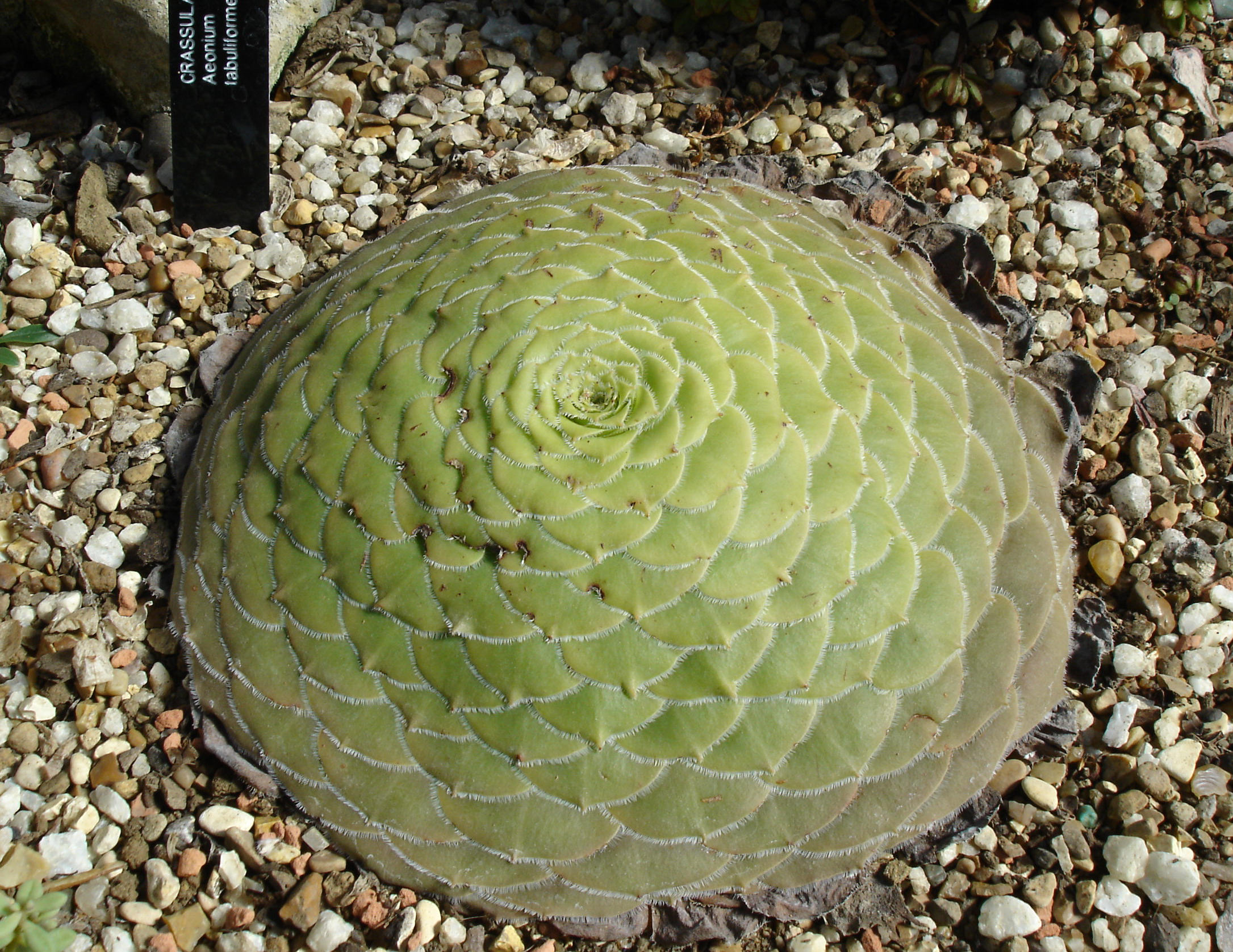
Aeonium tabuliforme
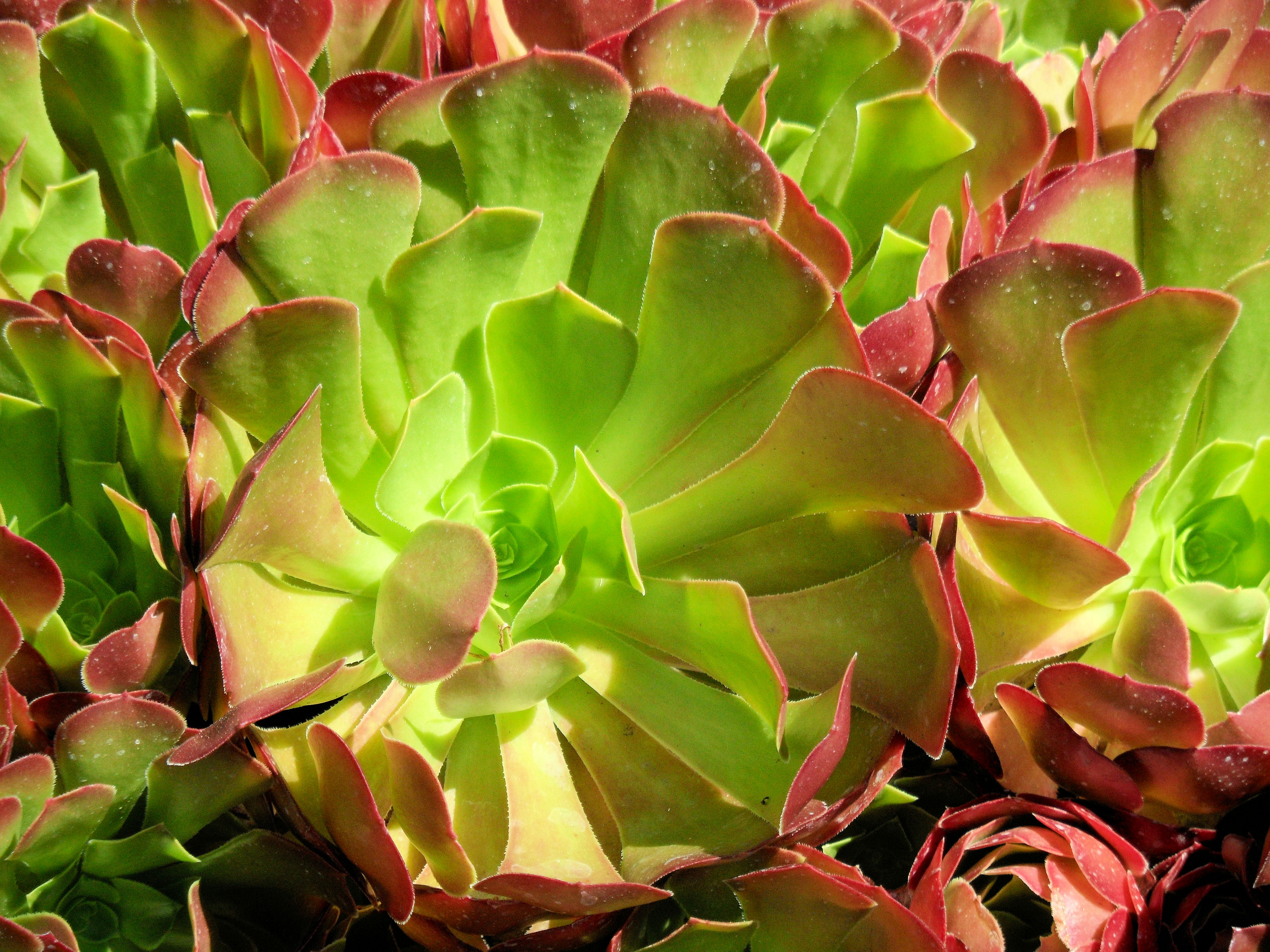
Aeonium tabuliforme × arboreum 'Zwartkop' #2
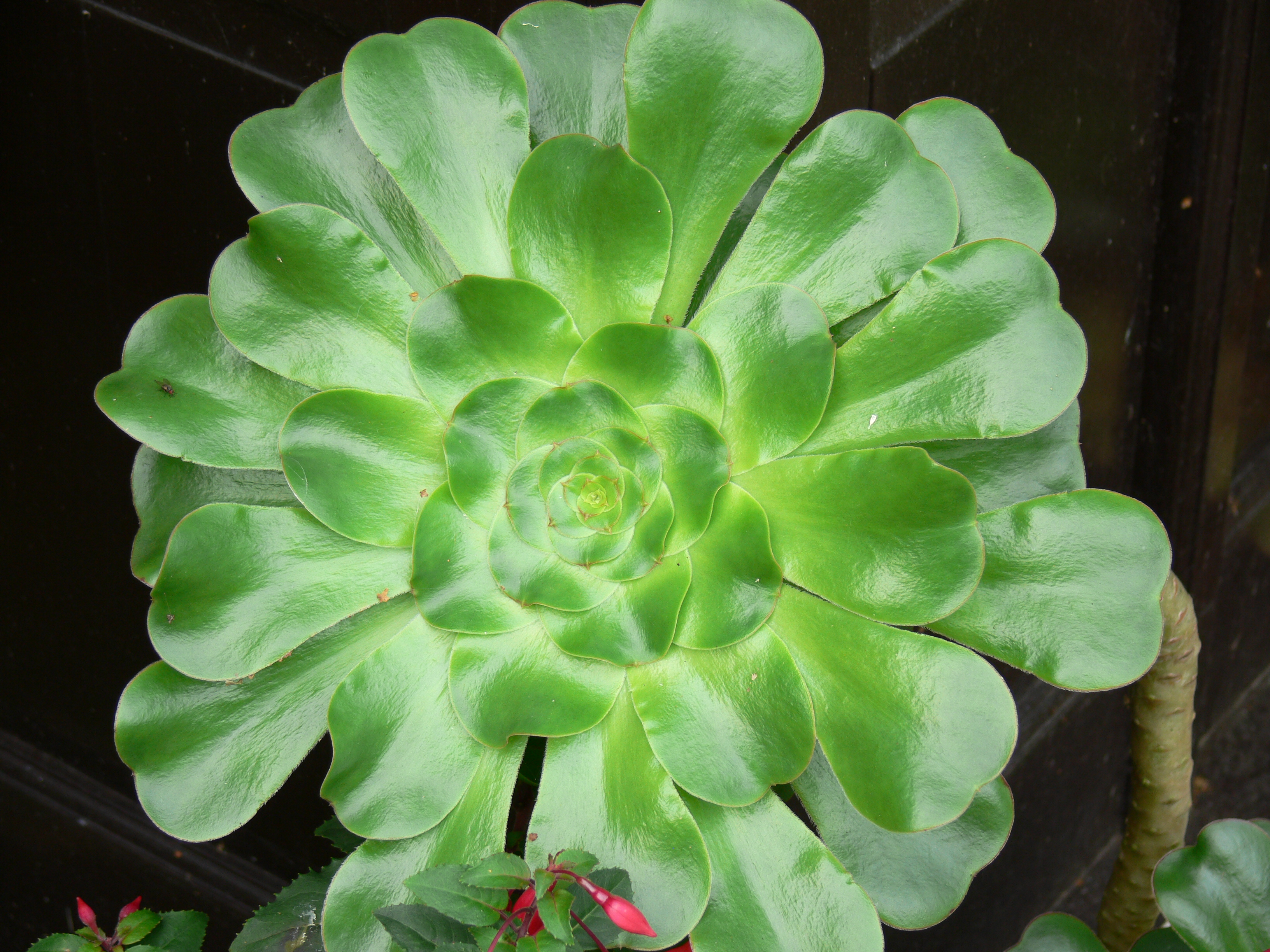
Aeonium undulatum
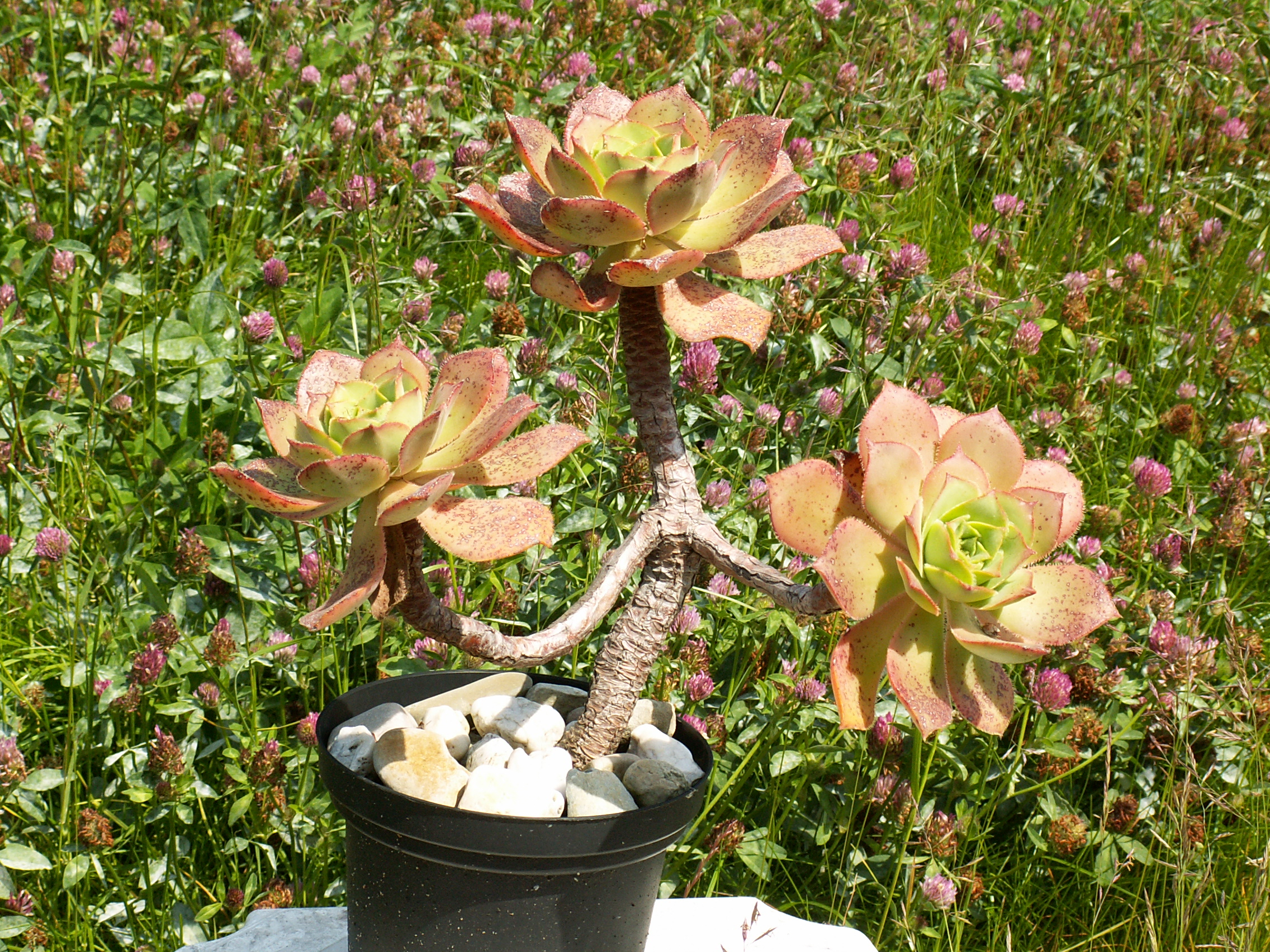
Aeonium valverdense